# 八代市立日奈久中学校
八代市立日奈久中学校（やつしろしりつ ひなぐちゅうがっこう）は、熊本県八代市竹之内町にある公立の中学校。

## 概要
歴史
1947年（昭和22年）の学制改革により、新制中学校として創立。現校名となったのは1955年（昭和30年）。2022年（令和4年）に創立75周年を迎えた。
校訓
「礼節・探求・鍛錬」
校章
旭日章を背景にして、中央に「中」の文字を配している。
校歌
作詞は山口白陽、作曲は合谷春人による。歌詞は3番まであり、1番の歌詞中に校名の「日奈久」が登場する。
通学区域
八代市のうち「日奈久新開町、日奈久大坪町、日奈久新田町、日奈久山下町、日奈久竹之内町、日奈久塩北町、日奈久塩南町、日奈久浜町、日奈久東町、日奈久中町、日奈久上西町、日奈久中西町、日奈久下西町、日奈久馬越町」。小学校区は八代市立日奈久小学校。

## 沿革
- 1947年（昭和22年）- 学制改革が行われる（六・三制の実施）。
  - 4月1日 - 国民学校初等科は、新制小学校「日奈久町立日奈久小学校」に改組・改称。
  - 4月22日 - 国民学校高等科は青年学校普通科とともに、新制中学校「日奈久町立日奈久中学校」に改組・改称。当初、日奈久小学校第一校舎11教室を借用（併設）。
- 1955年（昭和30年）4月1日 - 八代市への編入により、「八代市立日奈久中学校」（現校名）に改称。
- 1961年（昭和36年）- 第二校舎が完成。
- 1968年（昭和43年）- 第三校舎が完成。
- 1979年（昭和54年）- 鉄筋コンクリート造新校舎が完成。
- 2020年（令和2年）
  - 5月 - 武道場を解体。
  - 7月 - 八代市立坂本中学校が豪雨災害により、日奈久中学校へ一時移転。（同年12月まで）
- 2022年（令和4年）11月 - 学校情報化優良校に認定される。

## 交通アクセス
最寄りの鉄道駅
- 肥薩おれんじ鉄道線 「日奈久温泉駅」

最寄りのバス停留所
- 九州産交バス 「日奈久温泉駅前」停留所

最寄りの完成道路
- 国道3号
- 南九州西回り自動車道（八代日奈久道路・日奈久芦北道路）「日奈久IC」

## 周辺
- 八代市立日奈久小学校
- 日奈久温泉
- ウインズ八代